# Talip Apaydın
 (septembre 2023).
La mise en forme du texte ne suit pas les recommandations de Wikipédia : il faut le « wikifier ».
Les points d'amélioration suivants sont les cas les plus fréquents. Le détail des points à revoir est peut-être précisé sur la page de discussion.
- Les titres sont pré-formatés par le logiciel. Ils ne sont ni en capitales, ni en gras.
- Le texte ne doit pas être écrit en capitales (les noms de famille non plus), ni en gras, ni en italique, ni en « petit »…
- Le gras n'est utilisé que pour surligner le titre de l'article dans l'introduction, une seule fois.
- L'italique est rarement utilisé : mots en langue étrangère, titres d'œuvres, noms de bateaux, etc.
- Les citations ne sont pas en italique mais en corps de texte normal. Elles sont entourées par des guillemets français : « et ».
- Les listes à puces sont à éviter, des paragraphes rédigés étant largement préférés. Les tableaux sont à réserver à la présentation de données structurées (résultats, etc.).
- Les appels de note de bas de page (petits chiffres en exposant, introduits par l'outil «  Source ») sont à placer entre la fin de phrase et le point final[comme ça].
- Les liens internes (vers d'autres articles de Wikipédia) sont à choisir avec parcimonie. Créez des liens vers des articles approfondissant le sujet. Les termes génériques sans rapport avec le sujet sont à éviter, ainsi que les répétitions de liens vers un même terme.
- Les liens externes sont à placer uniquement dans une section « Liens externes », à la fin de l'article. Ces liens sont à choisir avec parcimonie suivant les règles définies. Si un lien sert de source à l'article, son insertion dans le texte est à faire par les notes de bas de page.
- La présentation des références doit suivre les conventions bibliographiques. Il est recommandé d'utiliser les modèles {{Ouvrage}}, {{Chapitre}}, {{Article}}, {{Lien web}} et/ou {{Bibliographie}}. Le mode d'édition visuel peut mettre en forme automatiquement les références.
- Insérer une infobox (cadre d'informations à droite) n'est pas obligatoire pour parachever la mise en page.

Pour une aide détaillée, merci de consulter Aide:Wikification.
Si vous pensez que ces points ont été résolus, vous pouvez retirer ce bandeau et améliorer la mise en forme d'un autre article.
Talip Apaydın, né le 28 octobre 1923 à Ankara et mort le 27 septembre 2014 dans la même ville, est un écrivain et philosophe turc.
Talip Apaydın, l'un des écrivains diplômés de l'Instituts du Village, est un écrivain connu pour ses histoires et ses romans sur les événements du village et de la ville. Apaydın, qui a maintenu une relation étroite entre sa vie et ses écrits, a reflété la réalité de l'Anatolie et en particulier de la steppe sous divers aspects dans ses œuvres écrites avec sa compréhension de la littérature réaliste sociale et est devenu l'un des écrivains les plus productifs de la littérature villageoise .

## Biographie
Il est né dans le village d'Ömerler du district de Polatlı à Ankara. Il a terminé ses études primaires à Beypazarı (1938). Il poursuit ses études à l'Institut du village de Çifteler et obtient son diplôme en 1943. Plus tard, il s'est inscrit à l'« Institut du haut village d'Hasanoğlan », qui a influencé son identité d'écrivain, et a obtenu son diplôme de cette école en 1946.
Il a été nommé professeur de turc et de musique à l'Institut du village de Kars Cılavuz (1946), et après avoir travaillé comme enseignant pendant sept mois, il a été enrôlé dans l'armée à l'école des officiers de réserve d'Ankara. Il a effectué son service militaire à Ayaş et Çubuk pendant deux ans. Il a travaillé comme enseignant dans diverses écoles de village d'Anatolie (Tokat, Amasya, etc.). Il a épousé sa camarade de classe Halise Sarıkaya. Ils ont eu trois enfants nommés Su, Güneş et Aydın Toprak. Il est diplômé de l'Université de Gazi, Département de Musique (1954). En 1961, il participe au conseil d'administration du Syndicat des Enseignants Turcs (TÖS). En 1970, il a été accepté comme membre du conseil d'administration de l'Association de Langue Turque. Il a pris sa retraite de la profession enseignante en 1976. Après sa retraite, il est nommé conseiller auprès du Ministère de l'Éducation Nationale et démissionne de ce poste en 1979. Bien que nombre de ses œuvres aient été poursuivies en justice et que ses livres aient été confisqués, il a été acquitté dans toutes les affaires. Talip Apaydın, membre de l'Union des écrivains turcs, de l'Association des écrivains PEN, de l'Association Linguistique, de l'Association Littéraire et de la Fondation des Instituts Villageois, est décédé à Ankara le 27 Septembre 2014 .

## Vie artistique
Il a écrit des poèmes socialistes avec une intense émotivité. Puis il se tourne vers les romans et les nouvelles. Il faisait partie des écrivains qui suivaient la littérature villageoise. Dans ses histoires et ses romans, il reflète les relations humaines dans leur naturel ainsi que des descriptions de la nature. Il a également écrit des œuvres dans les genres des mémoires, des pièces de théâtre et de la littérature jeunesse.
Talip Apaydın est un homme de lettres qui s'est fait connaître avec ses poèmes dès les premières années de sa vie artistique. Surtout dans les poèmes qu'il a écrits en 1945-1946, l'influence de noms tels que Orhan Veli Kanık, Melih Cevdet Anday, Oktay Rifat Horozcu, Fazıl Hüsnü Dağlarca, Cahit Sıtkı Tarancı et Cahit Külebi a été visible. Déclarant qu'il récitait les poèmes de ces noms comme par cœur pendant ses années d'étudiant, Talip Apaydın a déclaré qu'il essayait d'atteindre la « poésie cachée du sol de la steppe » avec ses poèmes. Apaydın a rassemblé ses poèmes, écrits avec une sensibilité sociale, dans ses livres "Susuz" (1956) et "Kırsal Sancı" (1999). Bien qu'il soit diplômé de l'Institut du Village, il ne se concentrait pas sur les formes de poésie populaire, mais écrivait plutôt des poèmes en mètre libre. Il affiche l'image d'un homme de lettres « socialiste » dans ses poèmes, comme dans ses autres œuvres .

## Travaux
Poème
- 1956 : Susuzluk

Histoire
- 1967 : Ateş Düşünce
- 1972 : Öte Yandaki Cennet
- 1974 : Koca Taş
- 1978 : O Güzel İnsanlar
- 1979 : Yolun Kıyısındaki Adam
- 1981 : Yangın (Çocuklar için)

Romans
- 1958 : Sarı Traktör
- 1959 : Yarbükü
- 1961 : Emmoğlu
- 1964 : Ortakçılar (1974)
- 1965 : Ferhat ile Şirin
- 1966 : Toprağa Basınca (Çocuklar için)
- 1972 : Define
- 1973 : Yoz Davar
- 1974 : Toz Duman İçinde
- 1975 : Tütün Yorgunu
- 1981 : Kente İndi İdris
- 1981 : Vatan Dediler

Théâtre
- 1966 : Bir Yol

Mémoires
- 1952 : Bozkırdaki Günler
- 1967 : Karanlığın Kuvveti
- 1985 : Akan Sulara Karşı